# Скобі (Монтана)
Скобі (англ. Scobey) — місто (англ. city) в США, в окрузі Деніелс штату Монтана. Населення — 999 осіб (2020).

## Географія
Скобі розташоване за координатами 48°47′26″ пн. ш. 105°25′15″ зх. д. / 48.79056° пн. ш. 105.42083° зх. д. (48.790595, -105.420800).  За даними Бюро перепису населення США в 2010 році місто мало площу 1,96 км², уся площа — суходіл.

### Клімат
| Клімат : Скобі                     | Клімат : Скобі | Клімат : Скобі | Клімат : Скобі | Клімат : Скобі | Клімат : Скобі | Клімат : Скобі | Клімат : Скобі | Клімат : Скобі | Клімат : Скобі | Клімат : Скобі | Клімат : Скобі | Клімат : Скобі | Клімат : Скобі |
| Показник                           | Січ.           | Лют.           | Бер.           | Квіт.          | Трав.          | Черв.          | Лип.           | Серп.          | Вер.           | Жовт.          | Лист.          | Груд.          | Рік            |
| Абсолютний максимум, °C            | 15,6           | 18,3           | 24,4           | 29,4           | 36,7           | 41,1           | 43,3           | 41,7           | 37,2           | 35,0           | 23,9           | 13,3           | 43,3           |
| Середній максимум, °C              | −7,1           | −2,4           | 4,1            | 13,5           | 20,1           | 25,0           | 27,6           | 27,9           | 21,4           | 13,7           | 2,2            | −4,6           | 11,9           |
| Середня температура, °C            | −13,4          | −8,6           | −2,2           | 5,5            | 11,9           | 16,9           | 19,1           | 18,8           | 12,3           | 5,8            | −4,3           | −10,8          | 4,3            |
| Середній мінімум, °C               | −19,8          | −14,7          | −8,6           | −2,5           | 3,7            | 8,8            | 10,6           | 9,6            | 3,2            | −2,2           | −10,8          | −17,2          | −3,3           |
| Абсолютний мінімум, °C             | −44,4          | −42,8          | −38,9          | −22,8          | −11,1          | −5             | 1,7            | −2,2           | −12,2          | −25            | −36,7          | −41,7          | −44,4          |
| Норма опадів, мм                   | 7              | 4              | 14             | 21             | 44             | 77             | 54             | 42             | 22             | 17             | 9              | 8              | 319            |
| ---------------------------------- | -------------- | -------------- | -------------- | -------------- | -------------- | -------------- | -------------- | -------------- | -------------- | -------------- | -------------- | -------------- | -------------- |
| Джерело: NOAA (normals, 1971–2000) |                |                |                |                |                |                |                |                |                |                |                |                |                |

## Демографія
Згідно з переписом 2010 року, у місті мешкало 1017 осіб у 472 домогосподарствах у складі 252 родин. Густота населення становила 519 осіб/км².  Було 600 помешкань (306/км²).
Расовий склад населення:
| - 94,9 % — білих - 2,5 % — корінних американців - 0,3 % — азіатів - 0,1 % — чорних або афроамериканців |

До двох чи більше рас належало 2,1 %. Частка іспаномовних становила 1,6 % від усіх жителів.
За віковим діапазоном населення розподілялося таким чином: 21,9 % — особи молодші 18 років, 49,5 % — особи у віці 18—64 років, 28,6 % — особи у віці 65 років та старші. Медіана віку мешканця становила 49,9 року. На 100 осіб жіночої статі у місті припадало 94,1 чоловіків;  на 100 жінок у віці від 18 років та старших — 86,4 чоловіків також старших 18 років.
Середній дохід на одне домашнє господарство  становив 54 442 долари США (медіана — 42 361), а середній дохід на одну сім'ю — 72 207 доларів (медіана — 63 571). За межею бідності перебувало 6,5 % осіб, у тому числі 2,3 % дітей у віці до 18 років та 7,7 % осіб у віці 65 років та старших.
Цивільне працевлаштоване населення становило 542 особи. Основні галузі зайнятості: інформація — 24,2 %, освіта, охорона здоров'я та соціальна допомога — 22,7 %, публічна адміністрація — 12,7 %, мистецтво, розваги та відпочинок — 8,5 %.